# G-Sides
G-Sides (иногда пишется как G Sides) — коллекция мини-альбомов Gorillaz из их первой сессии студийного альбома Gorillaz и EP Tomorrow Comes Today. Сборник был первоначально выпущен только в Японии 12 декабря 2001 года. Американское издание с несколько иным трек-листом вышло 26 февраля 2002 года. Европейская версия, выпущенная 11 марта 2002 года, содержит оригинальный японский трек-лист. Японские и американские издания отличаются тем, что песни «Dracula» и «Left Hand Suzuki Method» включены в стандартное американское издание Gorillaz в качестве бонус-треков. Бразильский релиз ограниченным тиражом включает в себя все треки как японской, так и американской версий альбома. Большинство версий имеют одинаковую обложку, на которой Нудл держит в руке куклу—скелет, названную «Bonesy», хотя в некоторых—особенно в японской версии-вместо этого она держит фигурку Годзиллы. На верхней части рукава название написано на катакане: «ジー サイズ» (Джи Сайзу). G-Sides заняли 65-е место в британском чарте альбомов и 84-е место в американском Billboard 200.
«The Sounder» впервые появился на бонус-диске французского лимитированного издания Gorillaz и имеет длину 6:16. На этом альбоме и сингле «Rock the House» он отредактирован до 4:29.